# Hysteronaevia minutissima
Hysteronaevia minutissima är en svampart som tillhör divisionen sporsäcksvampar, och som först beskrevs av Rehm, och fick sitt nu gällande namn av John Axel Nannfeldt. Hysteronaevia minutissima ingår i släktet Hysteronaevia, och familjen Dermateaceae. Arten är reproducerande i Sverige.